# Дробаров, Влатко
Влатко Дробаров (макед. Влатко Дробаров; 2 ноября 1992, Скопье) — северомакедонский футболист, также обладающий болгарским гражданством, защитник.

## Клубная карьера
Дробаров родился в городе Скопье. Занятия футболом защитник начал в местном клубе «Вардар». В 2010 году он перешёл в другой клуб родного города «Скопье» и пробыл там около года, после чего перешёл в «Напредок», за который также отыграл сезон. В 2012 году перешёл в клуб «Тетекс». Следующим клубом Влатко стал клуб из Мексики «Мурсьелагос».